# Victor Lindgren
Victor Claes Rickard Lindgren (Sjöbo, 16 maggio 2003) è un tiratore a segno svedese, vincitore dell'argento nella carabina 10 metri aria compressa a Parigi 2024, dietro al cinese Sheng Lihao.
Nella stessa disciplina si è laureato campione mondiale a Baku 2023.

## Palmarès
- Giochi olimpici

Parigi 2024: argento nella carabina 10 metri aria compressa.
- Campionati mondiali

Baku 2023: oro nella carabina 10 metri aria compressa.
- Campionati mondiali juniores

Lima 2024: argento nella carabina 50 metri tre posizioni e nella carabina 50 metri a terra a squadre, bronzo nella carabina da 50 metri tre posizioni a squadre.
- Campionati europei juniores: argento nella carabina da 10 metri a squadre.